# Otomang
L'otomang és una família de llengües ameríndies parlades avui dia en Mèxic i, abans de la colonització europea en Amèrica Central. La concentració més alta de parlants es troba en l'estat mexicà d'Oaxaca, on hi ha gairebé 1,5 milions de parlants de llengües de les branques mixteca i zapoteca. En els estats centrals mexicans d'Hidalgo i Querétaro hi ha més de 500.000 parlants d'otomí i mazahua de la branca otopame. Hi ha d'altres llengües molt amenaçades, amb uns pocs parlants ancianes, i d'altres mortes, incloent-hi la branca mangue, antigament parlada en Amèrica Central.
Les llengües otomangues coexisteixen amb les altres llengües de Mesoamèrica, i aquestes s'han influït fins a formar una àrea lingüística. Les llengües otomangues tenen alguns trets poc comuns, tanmateix; és l'única família lingüística d'Amèrica del Nord amb només llengües tonals. Són més analítiques que és típic en Mesoamèrica, i gairebé tots els seus membres tenen l'ordre de constituents VSO (verb-subject-object).

## Prehistòria
Existeix la família otomangue en el sud de Mèxic des de, almenys, el 4000 aC. L'urheimat otomang se suposava ser el vall Tehuacán, en el qual es troba un jaciment arqueològic d'una de les primeres cultures neolítiques de Mesoamèrica. Avui hom dubta que aquest sigui l'origen de totes les cultures otomangues, però encara es creu que eren parlants d'otomang.
La història llarga de la família resulta en un grau alt de diversitat entre les seves branques. Parlants d'otomang eren entre les primeres cultures molt complexes de Mesoamèrica; per exemple, el jaciment de Monte Albán, amb ruïnes datades del 1000 aC ha estat, segons el rècord arqueològic. D'altres centres culturals mesoamericans de parla parcialment o completament otomang inclouen el Xochicalco, construït potser pels matlazinques, i Cholula, potser inhabitat per pobles mangues.
Hom especula que els zapotecs potser inventaren el primer sistema d'escriptura de Mesoamèrica, i els mixtecs post-clàssics produïren molts còdexos. Les civilitzacions otomangues de Mèxic central entraren en un període de declivi després de l'arribada dels nahues (incloent-hi els asteques), resultant en la migració d'alguns a l'Amèrica Central, i dels otomí, qui havien habitat el Vall de Mèxic, als altiplans àrids fora del vall.

## Classificació interna
| Classificació de les llengües otomang |                    |                     |             |                |                                               |
| Família                               | Grups              | Grups               | Grups       | Llengua        | Territori                                     |
| Otomang                               | Otomang occidental | Oto-pame-chinanteca | Otopame     | Otomí          | Centre de Mèxic                               |
| Otomang                               | Otomang occidental | Oto-pame-chinanteca | Otopame     | Mazahua        | Estat de Mèxic                                |
| Otomang                               | Otomang occidental | Oto-pame-chinanteca | Otopame     | Matlatzinca    | Estat de Mèxic                                |
| Otomang                               | Otomang occidental | Oto-pame-chinanteca | Otopame     | Tlahuica       | Estat de Mèxic                                |
| Otomang                               | Otomang occidental | Oto-pame-chinanteca | Otopame     | Pame           | Estat de Mèxic                                |
| Otomang                               | Otomang occidental | Oto-pame-chinanteca | Otopame     | Jonaz          | estat de Guanajuato, estat de San Luis Potosí |
| Otomang                               | Otomang occidental | Oto-pame-chinanteca | Chinanteca  | Chinanteca     | Oaxaca i Veracruz                             |
| Otomang                               | Otomang occidental | Tlapaneca - mangue  | Tlapaneques | Me'phaa        | Guerrero                                      |
| Otomang                               | Otomang occidental | Tlapaneca - mangue  | Tlapaneques | Subtiaba (†)   | Hondures                                      |
| Otomang                               | Otomang occidental | Tlapaneca - mangue  | Mangue      | Chiapaneca (†) | Chiapas                                       |
| Otomang                               | Otomang occidental | Tlapaneca - mangue  | Mangue      | Mangue (†)     | Nicaragua                                     |
| Otomang                               | Otomang occidental | Tlapaneca - mangue  | Mangue      | Chorotega (†)  | Costa Rica                                    |
| Otomang                               | Otomang oriental   | Popoloca-Zapoteca   | Popoloca    | Mazateca       | Oaxaca i Veracruz                             |
| Otomang                               | Otomang oriental   | Popoloca-Zapoteca   | Popoloca    | Ixcateca       | Oaxaca                                        |
| Otomang                               | Otomang oriental   | Popoloca-Zapoteca   | Popoloca    | Chocho         | Oaxaca                                        |
| Otomang                               | Otomang oriental   | Popoloca-Zapoteca   | Popoloca    | Popoloca       | Puebla                                        |
| Otomang                               | Otomang oriental   | Popoloca-Zapoteca   | Zapoteca    | Zapoteca       | Oaxaca                                        |
| Otomang                               | Otomang oriental   | Popoloca-Zapoteca   | Zapoteca    | Chatino        | Oaxaca                                        |
| Otomang                               | Otomang oriental   | Popoloca-Zapoteca   | Zapoteca    | Papabuco       | Oaxaca                                        |
| Otomang                               | Otomang oriental   | Popoloca-Zapoteca   | Zapoteca    | Solteco        | Oaxaca                                        |
| Otomang                               | Otomang oriental   | Amuzgo - mixtecano  | Amuzgo      | Amuzgo         | Oaxaca i Guerrero                             |
| Otomang                               | Otomang oriental   | Amuzgo - mixtecano  | Mixteca     | Mixteca        | La Mixteca                                    |
| Otomang                               | Otomang oriental   | Amuzgo - mixtecano  | Mixteca     | Cuicatec       | Cañada de Cuicatlán                           |
| Otomang                               | Otomang oriental   | Amuzgo - mixtecano  | Mixteca     | Triqui         | Oaxaca                                        |

## Fonologia
Totes les llengües de la família tenen tons; tenen entre dos i cinc tons registres, i moltes també tenen tons contornals. Moltes tenen nasals fonèmiques. És comú que no tenen consonants labials, particularment les oclusives; en les llengües que sí que les tenen típicament han desenvolupat de la consonant protootomangue */kw/.

### Estructura sil·làbica
El protootomang només va permetre síl·labes de forma CV o CVʔ; en la majoria de les llengües otomangs modernes grups consonàntics són restringits, permetent només dues consonants en posició inicial de la síl·laba, de forma sibilant+C, C+semivocal, nasal+C, C/h/, i C/ʔ/. La branca otopamé, això no obstant, té la tendència de permetre grups consonàntics tant en l'atac sil·làbica com en la coda.

### Inventari fonètic del protootomang
Aquests són els fonemes reconstruïdes del protootomang segons Rensch. Els fonemes en fons groc són addicions de Terrence Kaufman, citat en Campbell.
| Consonants reconstruïdes |            |        |          |         |         |        |
|                          | Labiovelar | Dental | Alveolar | Palatal | Velar   | Glotal |
| Oclusives                | *kʷ        |        | *t       |         | *k      | *ʔ     |
| Fricatives               |            | *θ     | *s       |         | *x, *xw |        |
| Africades                |            |        | *ts      |         |         |        |
| Nasals                   | *m         |        | *n       |         |         |        |
| Aproximants              |            |        | *l, *r   |         |         |        |
| Semivocals               | *w         |        |          | *j      |         |        |

| Vocals reconstruïdes |         |           |
| Anterior             | Central | Posterior |
| *i                   |         | *u        |
| *e                   |         | *o        |
|                      | *a      |           |

La revisió de Kaufman també inclou els diftongs */ia/, */ai/, */ea/, and */au/.

#### Observacions
L'inventari fonèmic reconstruït és molt petit, particularment segons l'obre de Rensch. Amb només dotze sons, seria un dels més petits coneguts, comparable amb el hawaià amb tretze, el rotokas (una llengua papú) amb onze, i el pirahã (una llengua d'amazones de Brasil) amb entre deu i dotze segons diverses anàlisis.
Fins a la revisió de Kaufman descriu un inventari més petit que la mitjana; de totes maneres, moltes llengües otomangues modernes han desenvolupat sistemes fonèmics més rics. Algunes branques de la família tenen sèries de fricatives completes (és a dir, en tots els punts d'articulació distintes en la llengua), i les llengües zapoteques i txinanteques, entre d'altres, distingeixen entre les fricatives i oclusives sonores i sordes. Hi ha anàlisis de les llengües mixteques que inclouen oclusives i africades prenasalitzades; també se les pot considerar com seqüències de consonants, però serien els únics grups consonàntics permesos en les llengües.
És de notar l'absència de consonants labials. En moltes branques el fonema derivat /p/ deriva de la labiovelar /kʷ/. També convé notar l'absència d'oposició entre fonemes sords i sonors, que va ser desenvolupada secundàriament en altres llengües otomang (de vegades a partir de seqüències de nasal + oclusiva, de vegades d'altres fonts). La següent taula resumeix alguns dels canvis fonètics principals que caracteritzen a les diferents branques de l'otomang:
| proto- otomang | proto- mixteca | Amuzgo | proto- popoloca | proto- zapoteca | Proto- -mangue | Proto- otopame | Proto- chinantec |
| -------------- | -------------- | ------ | --------------- | --------------- | -------------- | -------------- | ---------------- |
| **t            | *t             |        |                 | *t, *h          | *t             |                |                  |
| **k            | *k             | *k     | *k              | *k              | *k, *č         | *k             | *k               |
| **kʷ           |                | *kʷ    |                 | *p, *kʷ         | *p             | *p             | *kʷ              |
| **s            | *θ             |        |                 | *tʲ             | *s             | *s             |                  |
| **n            |                |        | *n              | *n              | *n             |                |                  |
| **y            | *y             |        |                 |                 | *y             | *iH-           |                  |
| **w            | *w             |        | *w              |                 | *w             | *uH-           | *w               |
| **nt           | *ⁿd            | nt     | *nt             | *č              | *ⁿd            | *t             | *z               |
| **nk           | *ⁿg            | nk     | *nk             |                 | *ⁿg            | *k             | *g               |
| **nkʷ          | *ⁿgʷ           | nkʷ    |                 |                 | *ⁿb            | *p             | *gʷ              |
| **ns           | *ⁿgʷ           | c      | *c              | *č              | *ⁿd            | *c             | *z               |
| **nn           |                | nn     | *m              |                 | *m             |                | *m               |
| **ny           | *l             |        | *l              | *L              | *i             | *i             | *ni              |
| **nw           | *m             | m      | *m              | *kʷ             | *m             | *m             | *m               |

### Lèxic comparat
Diversos autors han construït llistes de cognats d'alguns centenars de termes. No obstant això, moltes d'aquestes llistes encara que contenen algunes correspondències regulars estan plagades d'irregularitats, augments prefixats i sufixats que fan que les correspondències siguin bastant inexactes. Pel que l'estat actual les llengües otomang han de ser considerades com una macrofamília temptativa. Els numerals següents mostren la divergència del lèxic:
| GLOSA | OM oriental   | OM oriental   | OM oriental      | OM oriental     | OM occidental | OM occidental  | OM occidental    | OM occidental    | PROTO-OM |
| GLOSA | PROTO- MIXTEC | PROTO- AMUZGO | PROTO- POPOLOCAN | PROTO- ZAPOTECA | PROTO- MANGUE | PROTO- OTOPAME | PROTO- CHINANTEC | PROTO- TLAPANECA | PROTO-OM |
| ----- | ------------- | ------------- | ---------------- | --------------- | ------------- | -------------- | ---------------- | ---------------- | -------- |
| 1     | ĩĩ            | *kwi          | *hnku            |                 | *ti-kéʔ       | *-ʔná          | *kãu             | *-mba¹           |          |
| 2     | *u-wi         | *we           | *yu-hu           | *tukw           | *hau-         | *yo-hũ         | *tũ              | *-hma3           | *-hyu    |
| 3     | *u-ni         | *ndye         | *ni-he           | *tsna-          | *ha-          | *ʔyũ           | *ʔni             | *-tsu4           | *ʔni-    |
| 4     | *kumi         | ñeke          | *ñũhũ            | *takw-          | *a-hwa        | *ki-hũ         | *kyũ             | *-ko3            |          |
| 5     | *ʔũ           | *ʔon          | *ñũ-ʔũ           | *kayuʔ          | *hau-mu-he    | *kĭtʔa         | *ʔŋya            | *wi²tsu3         |          |
| 6     | *iñu          | *yon          | *ʃhãu (?)        | *skwa           | *ha-mba-      | *ʔná-ʔtó       | *hŋyu            | *ma²hu²          |          |
| 7     | *u-kyaʔ (?)   | *ntykeʔ       | *yãtu            | *kati           | *ndi-         | *yo-tó         | *gya(u)          |                  | *kya(tV) |
| 8     | *u-ña         | *ñe           | *ʃnĩ             | *snu            | *sa-hu        | *hñã-tó        | *hŋya            | *(h)ña-          | *hña (?) |
| 9     | ĩ `ĩ `        | *ñhe          | *ña(hã)          | *kaʔ            | *-li          | *kí-tó         | *ŋyu             |                  |          |
| 10    | *kyi          | *ki           | *te              | *tii            | *hee-nda      |                | *gya             | *gu3wa3          |          |

Entre els cognats àmpliament estesos està *rini 'sang, carn crua' (otomí ngi 'carn', matlatzinca ríní 'carn', chatino tnẽ21 'sangre', zapoteca rini 'sang', mixteca ñiñi 'sang').